# Kenyon Martin
Kenyon Lee Martin (Saginaw, Michigan, 30. prosinca 1977.) američki je profesionalni košarkaš. Igra na poziciji krilnog centra, a trenutačno je član NBA momčadi Denver Nuggetsa. Izabran je u 1. krugu (1. ukupno) NBA drafta 2000. od strane New Jersey Netsa.

## Sveučilište
Pohađao je sveučilište u Cincinnatiu. Na četvrtoj godini prosječno je postizao 18.9 poena, 9.7 skokova i 3.5 blokada. Osvojio je brojne nagrade za igrača godine, međutim na Conference USA natjecanju slomio je nogu i propustio NCAA natjecanje. 25. travnja 2000. uprava sveučilišta odlučila mu je umiroviti dres s brojem 4. Nekoliko tjedana kasnije izabran je kao prvi izbor NBA drafta 2000. godine od strane New Jersey Netsa.
Martin je diplomirao kao prvostupnik kaznenog prava.

## NBA

### New Jersey Nets
U svojoj rookie sezoni, Martin je prosječno postizao 12 poena, 7.4 skokova i 1.7 blokada po utakmici te je izabran u All-Rookie prvu petorku. U drugoj sezoni s Netsima, Martin je poboljšao svoje statistike i prosječno postizao 14.9 poena, 5.3 skokova, 1.7 blokada i 1.3 ukradene lopte po utakmici. Time je uvelike pomogao momčadi koja je ostvarila najbolji omjer lige te zajedno s Richardom Jeffersonom i Jasonom Kiddom predvodio Netse do NBA finala gdje su izgubili od Los Angeles Lakersa rezultatom 4-0. To je bio ujedno treći uzastopni NBA naslov Los Angeles Lakersa. U trećoj sezoni ponovno je pomogao momčadi u ostvarivanju drugog NBA finala u dvije godine. U NBA finalu susreli su se sa San Antonio Spursima koji su ih pobijedili u šest utakmica. Iduće sezone Martin je prosječno postizao 16.7 poena, 9.5 skokova i 1.3 blokadu po utakmici te izborio prvi nastup na All-Star utakmici ali kao zamjena. Na All-Star utakmici 2004. godine, Martin je postigao 17 poena i uz to još dodao 7 skokova i 3 asistencije.
Martin i njegov suigrač Alonzo Mourning zamalo su se potukli kada je Martin slučajno izjavio da Mourning posjeduje, po život opasnu, zarazu bubrega. Martin je poslije priznao da je pogriješio i javno se ispričao Mourningu i njegovoj obitelji. 

### Denver Nuggets
Krajem sezone 2003./04. Martin je mijenjan u Denver Nuggetse za tri buduća izbora prvog kruga na draftu. U sezoni 2004./05. Martin je odigrao 70 utakmica i prosječno postizao 15.5 poena i 7.3 skokova. Međutim nije mogao nastupiti u doigravanju zbog ozljede koljena te se 16. svibnja 2005. podvrgnuo vrlo zahtjevnoj operaciji lijevog koljena. Tijekom sezone 2005./06. Martin je ponovno propuštao utakmice. Ovaj puta propustio je 26 utakmica zbog nove ozljede koljena ali se ipak uspio vratiti u doigravanju. Tijekom serije s Clippersima Martin je kažnjen od strane Nuggetsa zbog nesuglasica s trenerom. Iduće sezone, vjerujući da su ozljede iza njega i da će konačno pružati najbolje igre, Martin se ponovno ozljedio te se 15. studenog 2006. podvrgnuo drugoj operaciji koljena u razdoblju od dvije godine. Tijekom treće četvrtine u utakmici s Chicago Bullsima, Martin je imao ispad na publiku koja mu je dobacivala uvrede dok je on sjedio na klupi. Martin je opomenut i kažnjen s 15 tisuća dolara. Nadahnut svježinom i povratkom na NBA parkete, Martin u sezoni 2007./08. mijenja broj 6 brojem 4 kojeg je nosio na sveučilištu. U sezoni 2008./09. Martin je uvelike pomogao Nuggetsima u ostvarivanju drugog najboljeg omjera na Zapadu 54-28. U finalu Zapada susreli su se s Los Angeles Lakersima koji su ih svladali u šest utakmica te ostvarili svoj 30. nastup u NBA finalu. 

## Privatni život
Martin je u vezi s repericom Trinom. Par trenutačno živi u Denveru kod Martinove majke. Otac je troje djece, sinova Kenyona Jr. i Kamrona te djevojčice Cierre Reign. 

## NBA statistika

### Regularni dio
| Godina    | Klub       | Odig. uta. | Uta. poč. | Min. | 2P%  | 3P%  | Sl. bac.% | Skok. | Asist. | Ukr. lop. | Blok. | Poena |
| --------- | ---------- | ---------- | --------- | ---- | ---- | ---- | --------- | ----- | ------ | --------- | ----- | ----- |
| 2000./01. | New Jersey | 68         | 68        | 33.4 | .445 | .091 | .630      | 7.4   | 1.9    | 1.1       | 1.7   | 12.0  |
| 2001./02. | New Jersey | 73         | 73        | 34.3 | .463 | .224 | .678      | 5.3   | 2.6    | 1.2       | 1.7   | 14.9  |
| 2002./03. | New Jersey | 77         | 77        | 34.1 | .470 | .209 | .653      | 8.3   | 2.4    | 1.3       | .9    | 16.7  |
| 2003./04. | New Jersey | 65         | 62        | 34.6 | .488 | .280 | .684      | 9.5   | 2.5    | 1.5       | 1.3   | 16.7  |
| 2004./05. | Denver     | 70         | 67        | 32.5 | .490 | .000 | .646      | 7.3   | 2.4    | 1.4       | 1.1   | 15.5  |
| 2005./06. | Denver     | 56         | 49        | 27.6 | .495 | .227 | .712      | 6.3   | 1.4    | .8        | .9    | 12.9  |
| 2006./07. | Denver     | 2          | 2         | 31.5 | .500 | .000 | .250      | 10.0  | .5     | .0        | .0    | 9.5   |
| 2007./08. | Denver     | 71         | 71        | 30.4 | .538 | .182 | .580      | 6.5   | 1.3    | 1.2       | 1.2   | 12.4  |
| 2008./09. | Denver     | 66         | 66        | 32.0 | .491 | .368 | .604      | 6.0   | 2.0    | 1.5       | 1.1   | 11.7  |
| Ukupno    |            | 548        | 535       | 31.9 | .483 | .230 | .648      | 7.1   | 2.1    | 1.3       | 1.2   | 14.1  |
| All-Star  |            | 1          | 0         | 23.0 | .800 | .000 | .500      | 7.0   | 3.0    | .0        | .0    | 17.0  |

### Doigravanje
| Godina    | Klub       | Odig. uta. | Uta. poč. | Min. | 2P%  | 3P%  | Sl. bac.% | Skok. | Asist. | Ukr. lop. | Blok. | Poena |
| --------- | ---------- | ---------- | --------- | ---- | ---- | ---- | --------- | ----- | ------ | --------- | ----- | ----- |
| 2001./02. | New Jersey | 20         | 20        | 37.5 | .424 | .222 | .691      | 5.8   | 2.9    | 1.2       | 1.2   | 16.8  |
| 2002./03. | New Jersey | 20         | 20        | 38.9 | .453 | .091 | .693      | 9.4   | 2.9    | 1.5       | 1.5   | 18.9  |
| 2003./04. | New Jersey | 11         | 11        | 37.2 | .533 | .000 | .750      | 11.0  | 1.1    | 1.2       | 1.3   | 19.1  |
| 2004./05. | Denver     | 5          | 5         | 32.8 | .466 | .000 | .615      | 5.6   | 1.2    | 1.0       | 1.0   | 12.4  |
| 2005./06. | Denver     | 2          | 0         | 17.5 | .308 | .000 | .500      | 4.5   | .5     | 2.0       | 1.0   | 4.5   |
| 2007./08. | Denver     | 4          | 4         | 29.5 | .441 | .000 | .625      | 6.3   | 1.3    | 1.0       | .5    | 8.8   |
| 2008./09. | Denver     | 16         | 16        | 33.6 | .497 | .200 | .657      | 5.9   | 2.1    | 1.1       | .9    | 10.9  |
| Ukupno    |            | 78         | 76        | 35.8 | .461 | .133 | .694      | 7.4   | 2.2    | 1.2       | 1.2   | 15.4  |

## Vanjske poveznice
- Profil na NBA.com
- Profil  Arhivirana inačica izvorne stranice od 29. svibnja 2012. (Wayback Machine) na Basketball-Reference.com

| Prethodnik: | Prvi izbor NBA drafta NBA draft 2000. | Nasljednik: |
| Elton Brand | Prvi izbor NBA drafta NBA draft 2000. | Kwame Brown |